# Batalla de El Carrizal
La batalla de El Carrizal ocurrió el 21 de junio de 1916. Fue un encuentro violento entre el ejército estadounidense bajo las órdenes del Gral. John J. Pershing y el ejército federal mexicano, bajo el comando del Gral. Félix U. Gómez.
el resultado de la batalla fue una victoria mexicana, que hizo sentir un fuerte patriotismo en el norte, los sucesos de la batalla fueron descritos por el Coronel Genovevo Rivas Guillén años después de la batalla.
Al atacar Francisco Villa, en 1916, la población estadounidense de Columbus, Nuevo México, el General John J. Pershing, Jefe de armas de El Paso, Texas, salió con sus tropas en persecución del Centauro del Norte, dentro del episodio histórico más conocido como la Expedición punitiva contra Francisco Villa. Ante tal actuación, el presidente Venustiano Carranza prohibió a las tropas estadounidenses avanzar en cualquier dirección (excepto el norte), en el territorio nacional, por lo que el general Jacinto B. Treviño mandó un telegrama al General Pershing advirtiéndole que si violaba esta disposición presidencial, las tropas mexicanas iniciarían la defensa armada, respondiendo Pershing que continuaría su avance. 
Después de hacer caso omiso de la disposición del Presidencial, el 18 de junio de 1916, Pershing inició el movimiento rumbo a Villa Ahumada, Chihuahua; El Capitán Charles T. Boyd al mando de un escuadrón de caballería e infantería, marchó hacia el Rancho de Santo Domingo, propiedad de un estadounidense. Las tropas mexicanas se hallaban en la cercana población de Carrizal, que colindaba con el Rancho de Santo Domingo y Villa Ahumada.
Creyendo los estadounidenses que Villa podía encontrarse en El Carrizal enviaron un destacamento. El 21 de junio al amanecer, las tropas estadounidenses fueron avistadas desde Carrizal. Al ser informando de la situación, el teniente coronel Rivas marchó a su encuentro para preguntar al comandante Boyd cual era el motivo de su presencia en ese lugar, a lo que se respondió que se perseguía a unos desertores, por lo que el jefe estadounidense insistió en pasar. Rivas pidió instrucciones al comandante de las tropas mexicanas, quien notificó al capitán estadounidense que no podría pasar por ese lugar, ante su insistencia, se le ofreció que esperara a que se pidieran instrucciones nuevamente para evitar cualquier malentendido y un conflicto armado.
Ante la negativa el Capitán Boyd contestó que no podía perder más tiempo y en lo referente al conflicto, dijo que para morir eran los hombres. Frente a esta provocación, el General Félix replicó que los soldados mexicanos sabían morir y que si creía poder pasar, lo intentara. Acto seguido, ambos comandantes se retiraron para iniciar la batalla, ordenando el General Gómez abrir fuego para impedir el avance de los estadounidenses. Al comienzo de la batalla, Gómez fue herido de muerte, tomando el mando el teniente coronel Rivas; Boyd falleció poco después y otro oficial de apellido Morey fue herido; los invasores al verse sin jefes, se rindieron tras haber sufrido severas pérdidas.
Esta reñida batalla duró cerca de tres horas y tensó aún más las relaciones entre los dos países. Las bajas estadounidenses fueron de 50 soldados muertos, 27 prisioneros, además de que se capturaron 22 caballos y numerosas municiones. México perdió 27 hombres y 39 soldados fueron heridos, sin embargo el gobierno norteamericano estaba en ese momento más preocupado por sus cada vez más deterioradas relaciones con el gobierno alemán y queriendo evitar dos posibles frentes en caso de guerra con Alemania, decidió resolver sus problemas con México. 
El 24 de noviembre de 1916, se acordó un tratado en donde se sentaba que la expedición punitiva debía abandonar el país. Las tropas estadounidenses no se retiraron sino hasta el 6 de febrero de 1917, es decir, casi dos meses después, sin condiciones, compromisos o arreglos previos, habiendo fracasado completamente en su propósito de capturar a Villa.
Esto provocó un nuevo sentido de patriotismo en el norte del país ya que hubo un gran número de voluntarios que fueron rápidamente entrenados y alistados en el ejército mexicano por temor a un fuerte contraataque por parte de Pershing.